# Klášter Putna
Klášter v Putně (rumunsky: Mănăstirea Putna) byl jedním z nejdůležitějších kulturních a náboženských center založených ve středověké Moldávii. Patří rumunské pravoslavné církvi, stejně jako řadu dalších klášterů jej nechal postavit Štěpán III. Veliký. Klášter se nachází v Bukovině, v údolí řeky Putny, která pramení v pohoří Obcina Mare. Jeho zakladatel, Štěpán Veliký, proslul jako zakladatel mnoha církevních staveb v Moldávii - po každém důležitějším vítězství nechal postavit nějakou církevní stavbu Bohu na poděkování. V putenském klášteře je i pohřben spolu s některými dalšími členy jeho rodiny. Roušky ikon a náhrobní kameny jsou považovány za znamenitý příklad moldavského umění ze Štěpánovy doby.

## Historie
Klášter nechal postavit Štěpán III. Veliký na poděkování za vítězství nad Turky, při kterém dobyl 10. července 1466 Chilii. Klášterní kostel byl zasvěcen Panně Marii. Je pravděpodobné, že na místě kláštera stála původně tvrz. Kronika uvádí, že koupil vesnici Vicovu de Sus za 200 zlatých a přiřkl ji i s výnosy klášteru.
Putenský klášter byl dokončen ve třech letech, ale do jeho vysvěcení uběhly další čtyři roky, neboť Moldavané byli zaměstnáni dalšími boji. 3. září 1470 byl konečně za přítomnosti Štěpána a jeho rodiny klášter vysvěcen a brzy se stal nejdůležitějším náboženským centrem v této oblasti.
Současná podoba kostela pochází z období let 1653–1662, přestavbu nechal provést Vasile Lupu a jeho nástupci. Ačkoli půdorysné uspořádání budovy odpovídá 15. a 16. století, mnoho architektonických prvků odpovídá století sedmnáctému.
Dlouho se věřilo, že stavbu projektoval řecký architekt jménem Theodor – tato interpretace záznamů Chilijské kroniky se však ukázala mylnou.

## Galerie

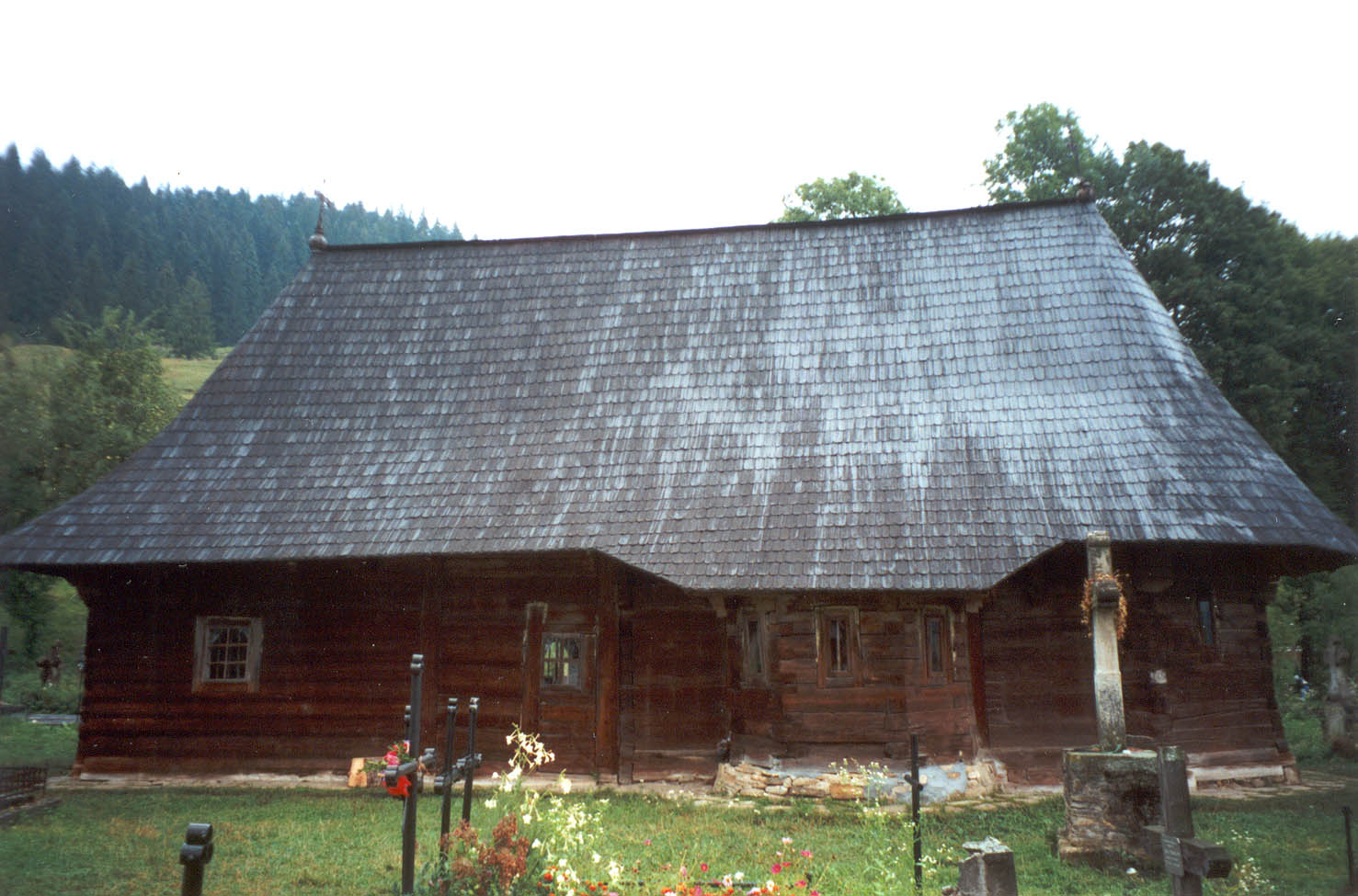
Nejstarší moldavský kostel - ze 14. stol.
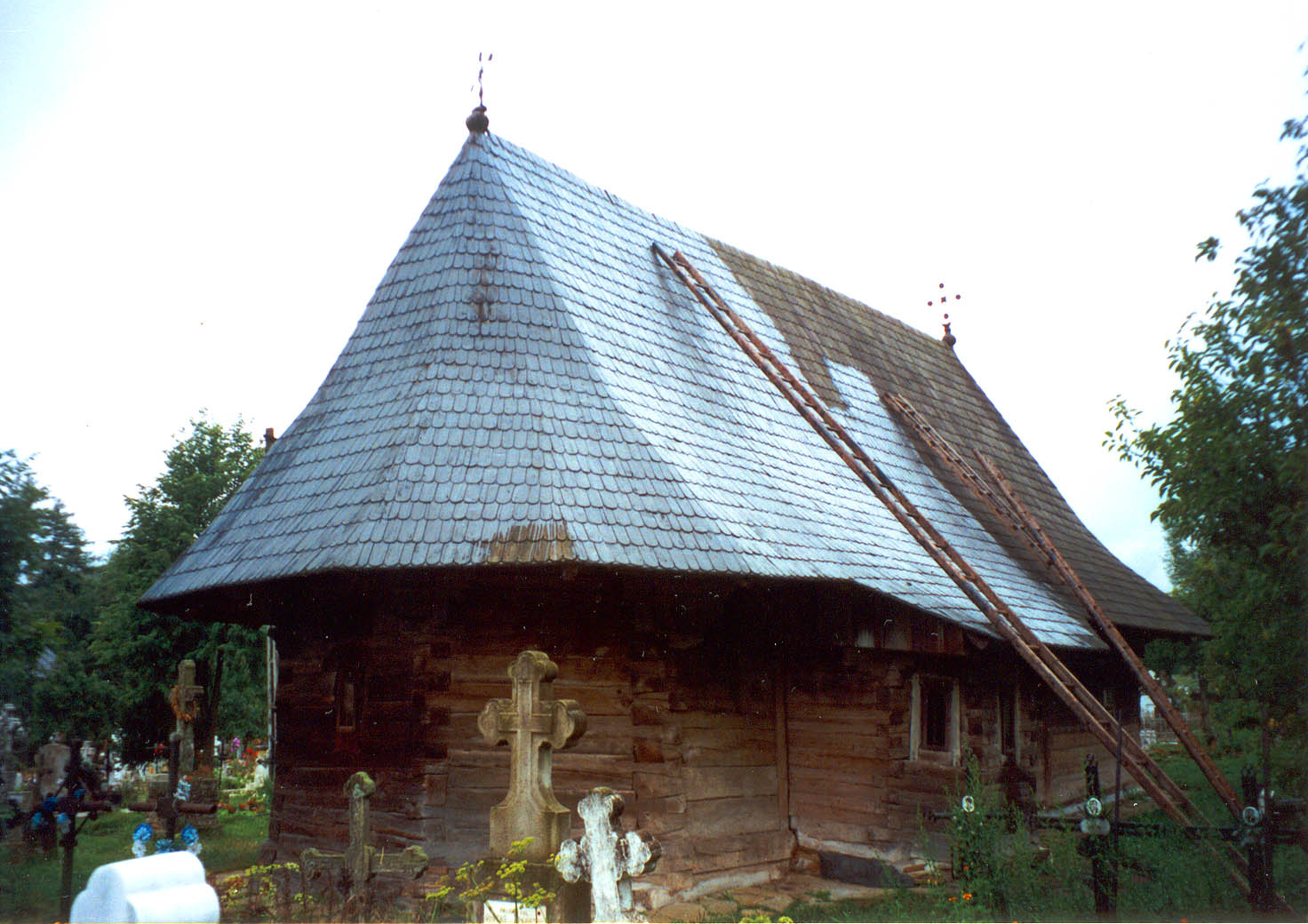
Nejstarší moldavský kostel - ze 14. stol.
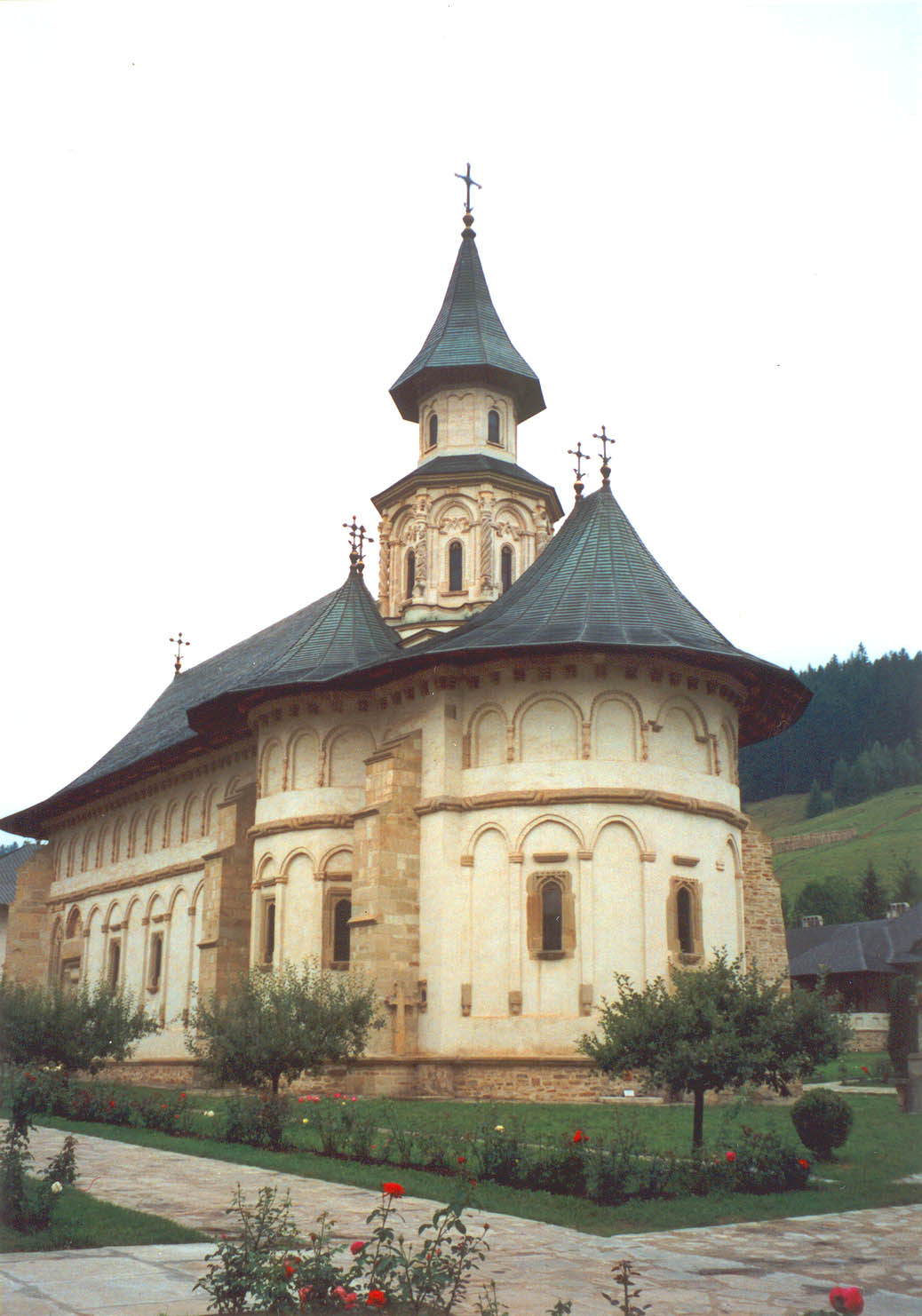
Klášterní kostel
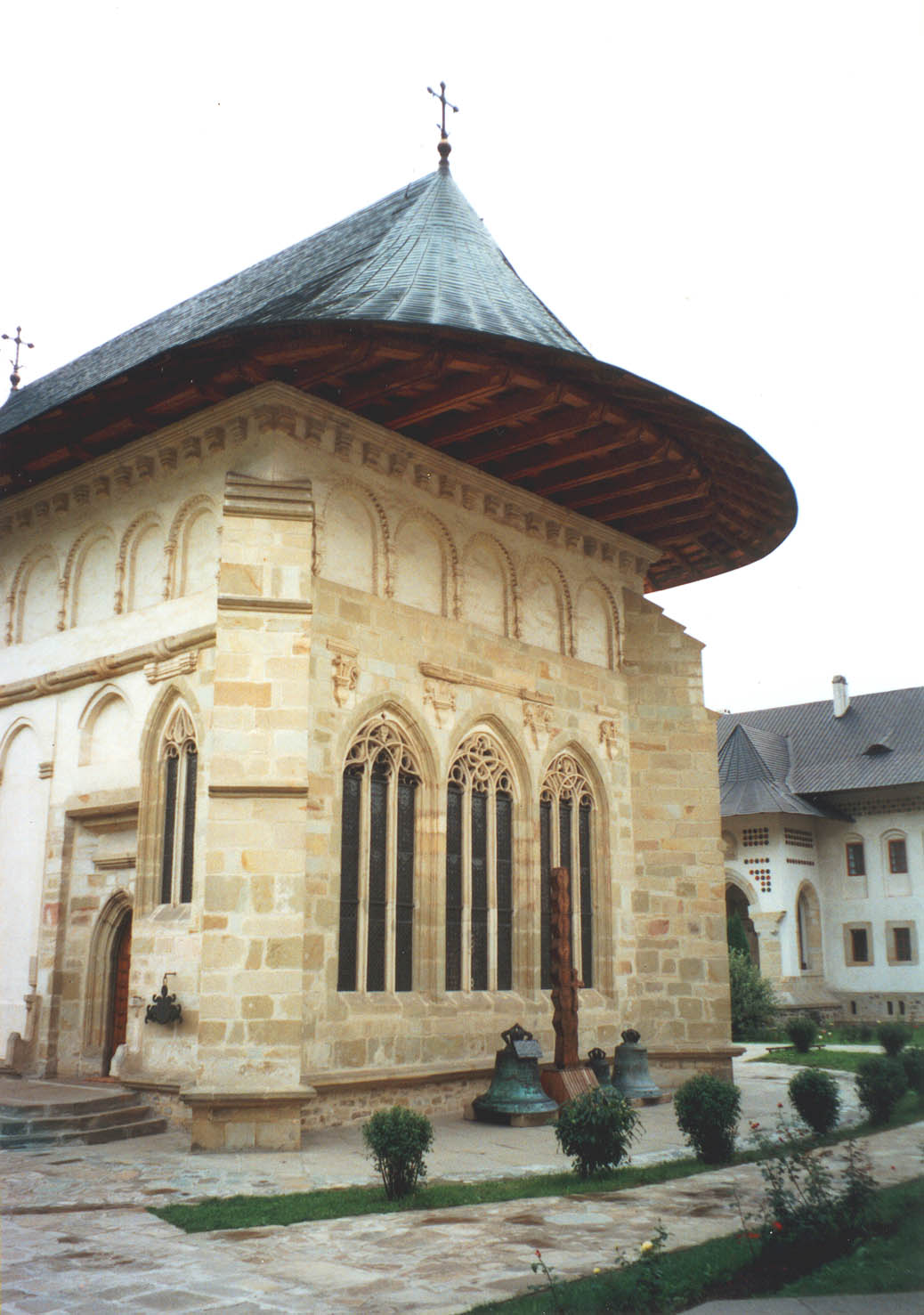
Klášterní kostel
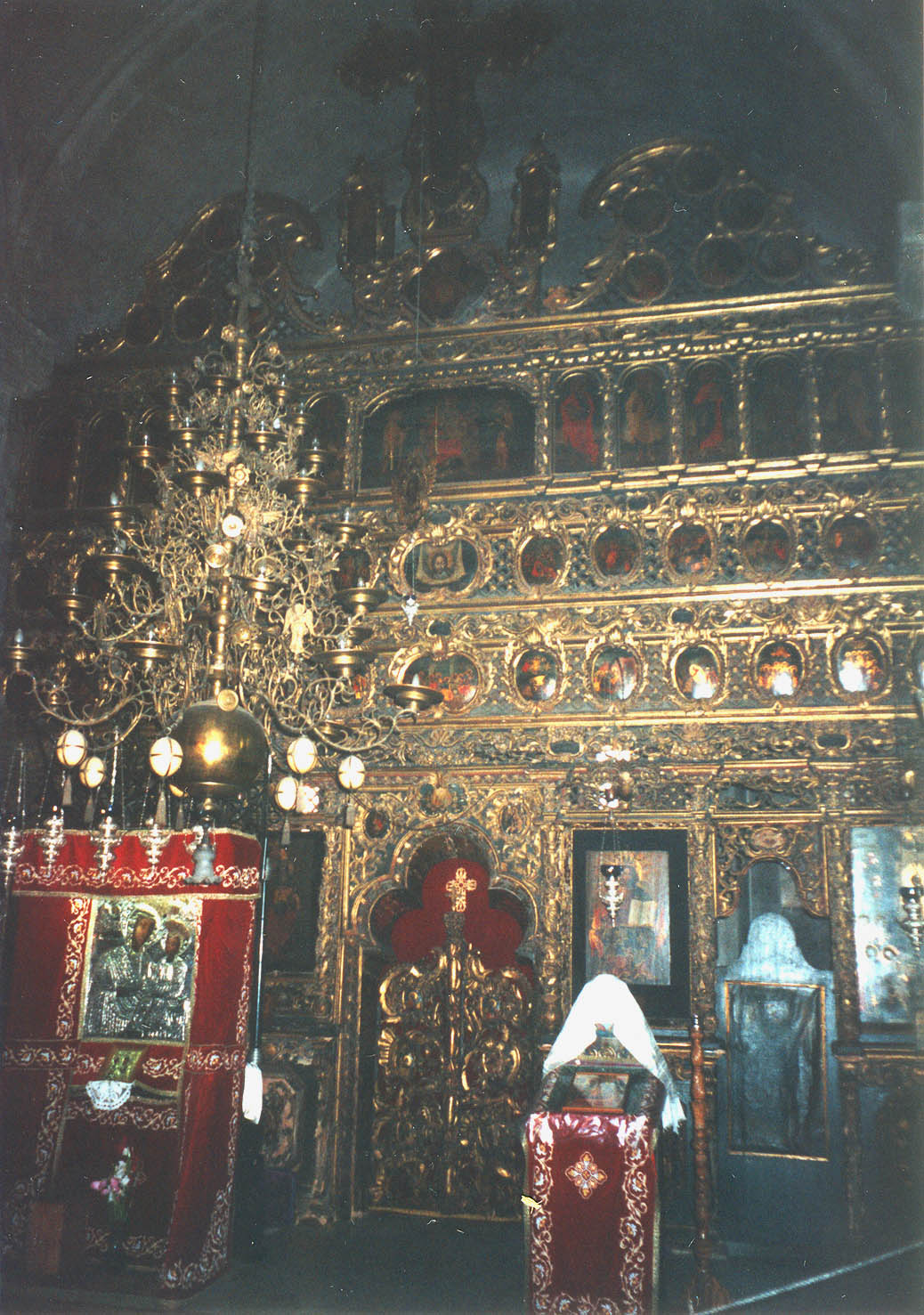
Ikonostáz klášterního kostela
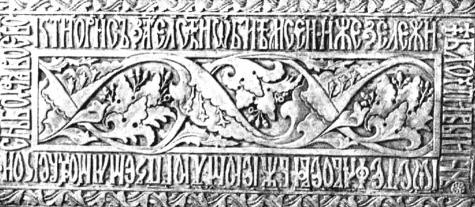
Štěpánův náhrobní kámen v Putně
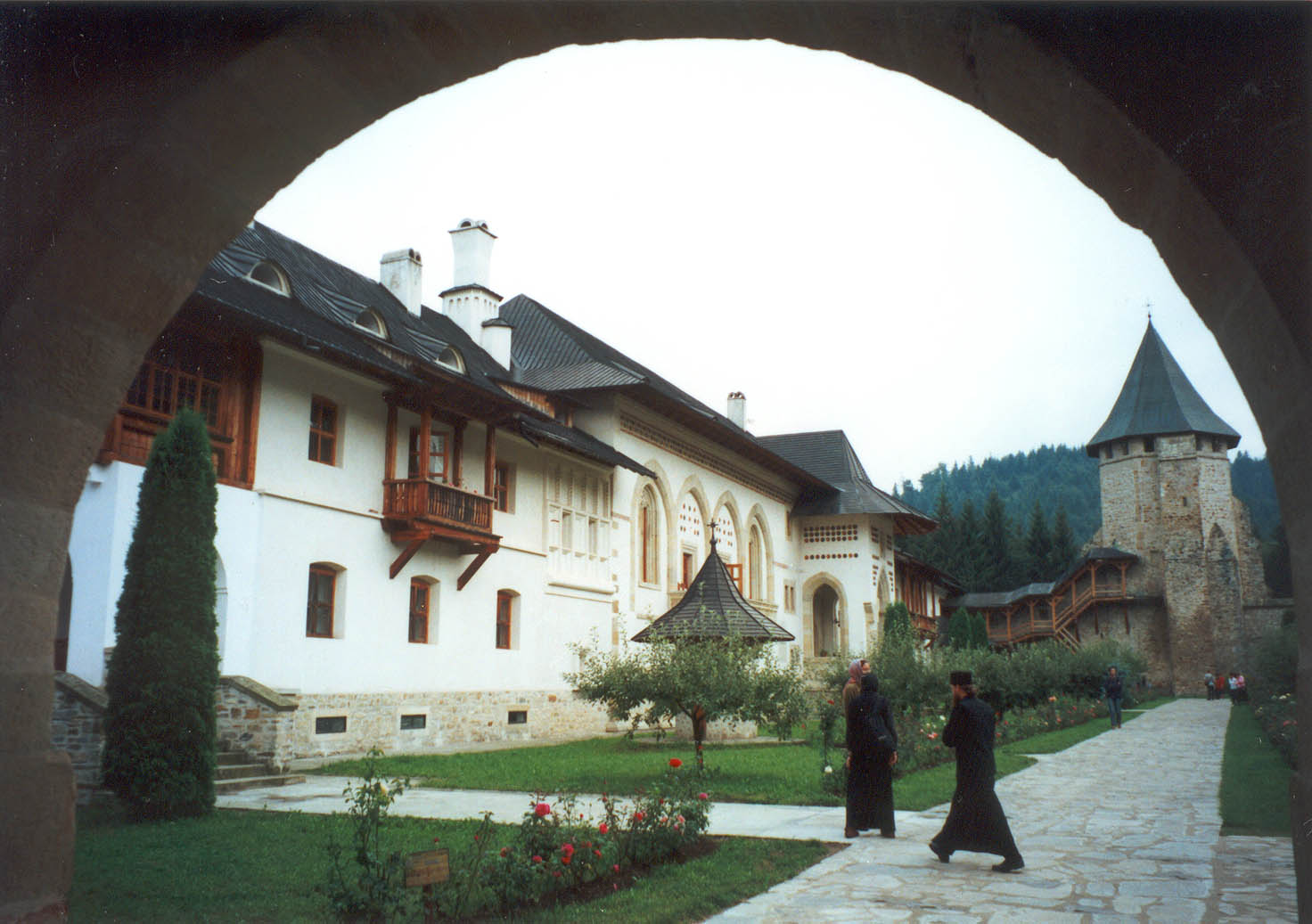
Klášter v Putně